# ニコライ・コロリョフ
ニコライ・ワレンチノヴィチ・コロリョフ（ロシア語: Николай Валентинович Королёв、1981年3月31日-）は、ロシアのテロリスト。
モスクワのロシア正教古儀式派のコサックの家庭に生まれ、2001年2月に愛国者クラブ『スパス（С.П.А.С.）』を結成した。多くの殺人や爆弾テロを実行し2006年9月に逮捕された。取調べ中に著書『スキンヘッドの聖書　新約　2008（Библия скинхеда. Новый завет. 2008）』を執筆。
2008年5月15日にモスクワ市裁判所で終身刑の判決を受け裁判の模様はテレビ中継された。